# 1298

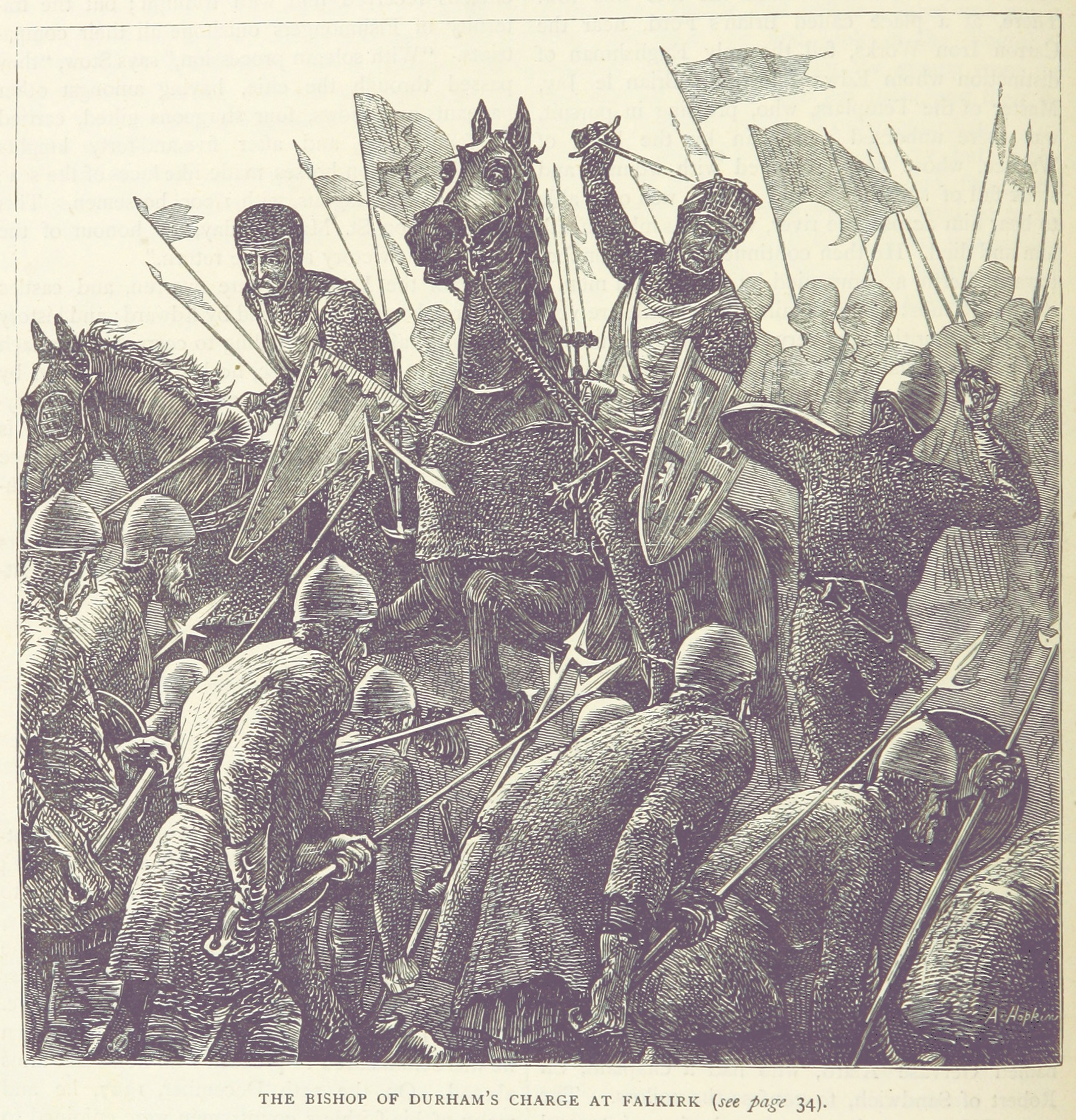
Slag bij Falkirk

Het jaar 1298 is het 98e jaar in de 13e eeuw volgens de christelijke jaartelling.

## Gebeurtenissen
januari
- januari - Koning Eduard I van Engeland sluit een tweejarige vrede met de Franse koning, zodat hij kan terugkeren naar Engeland om de situatie in Schotland te herstellen.

maart
- 25 - Staverden krijgt stadsrechten.
- maart - Eduard I van Engeland en Filips IV van Frankrijk komen tot een wapenstilstand. Eduard keert terug naar Brittannië om de opstandige Schotten te bestrijden.

juni
- 23 - Rooms-koning Adolf van Nassau wordt afgezet en Albrecht I van Oostenrijk wordt gekozen als zijn opvolger.
- 28 - Uitvaardiging van de Schapenbrief, de eerste wettekst van de Faeröer, door graaf Haakon IV van Noorwegen.

juli
- 2 - Slag bij Göllheim: Rooms-koning Albrecht I van Oostenrijk verslaat Adolf van Nassau waarbij de laatste sneuvelt
- 22 - Slag bij Falkirk: Eduard I van Engeland verslaat de Schotten onder William Wallace.
- 25 - Albrecht I wordt in Aken tot koning gekroond.
- 27 - In Bamberg, Beieren, vindt een pogrom plaats waarin zo'n 135 joden worden afgemaakt. Het is een van de vele anti-joodse incidenten dit jaar in het oude Frankenland. Uitgangspunt van deze zogenaamde Rintfleisch-Pogrom was eind april het stadje Röttingen. In totaal heeft deze golf van massamoorden wellicht  vier- à vijfduizend Joden het leven gekost.

november
- 11 - Beverwijk krijgt stadsrechten.

zonder datum
- Slag bij Korčula: De vloot van Genua verslaat die van Venetië, waarmee Genua de heerschappij op zee voor lange tijd verovert.
  - Tijdens de oorlog tussen Genua en Venetië wordt Marco Polo gevangengenomen. Tijdens zijn gevangenschap vertelt hij zijn reisverhalen aan Rustichello van Pisa, die ze in boekvorm opschrijft.
- Lodewijk, halfbroer van koning Filips IV, ontvangt het graafschap Évreux.
- Dokkum krijgt stadsrechten.
- Birger I van Zweden trouwt met Martha van Denemarken.
- Hendrik I van Brandenburg trouwt met Agnes van Beieren.
- Oudst bekende vermelding: Avest, Bloemendaal, Goirle, Nieuwerkerke, Vinkel

## Kunst en literatuur
- De bouw van de kathedraal van Barcelona wordt begonnen.

## Opvolging
- Armenië - Sempad opgevolgd door zijn broer Constantijn III (jaartal bij benadering)
- Baden-Hachberg - Hendrik II opgevolgd door zijn zoons Hendrik III en Rudolf I (jaartal bij benadering)
- Bulgarije - Smilets opgevolgd door Ivan Smilets
- Duitsland (23 juni) - Adolf van Nassau opgevolgd door Albrecht I
- Japan (30 augustus) - Fushimi opgevolgd door zijn zoon Go-Fushimi
- Namen - Isabella van Luxemburg en haar echtgenoot Gwijde van Dampierre opgevolgd door hun zoon Jan I
- Nassau (2 juli) - Adolf opgevolgd door zijn zoons Rupert V en Gerlach I
- Oostenrijk - Albrecht I opgevolgd door zijn zoon Rudolf III
- Saksen-Wittenberg - Albrecht II opgevolgd door zijn zoon Rudolf I
- Sukhothai - Ramkhamhaeng opgevolgd door zijn zoon Loethai
- Thüringen (2 juli) - Adolf van Nassau opgevolgd door Diezmann
- Zollern - Frederik VI opgevolgd door zijn zoon Frederik VII

## Afbeeldingen

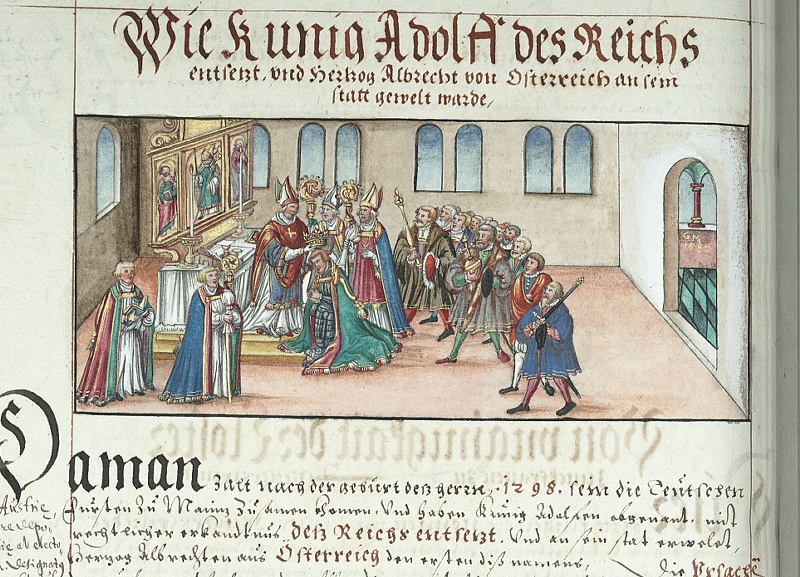
Adolf van Nassau afgezet; Albrecht van Oostenrijk tot koning gekozen
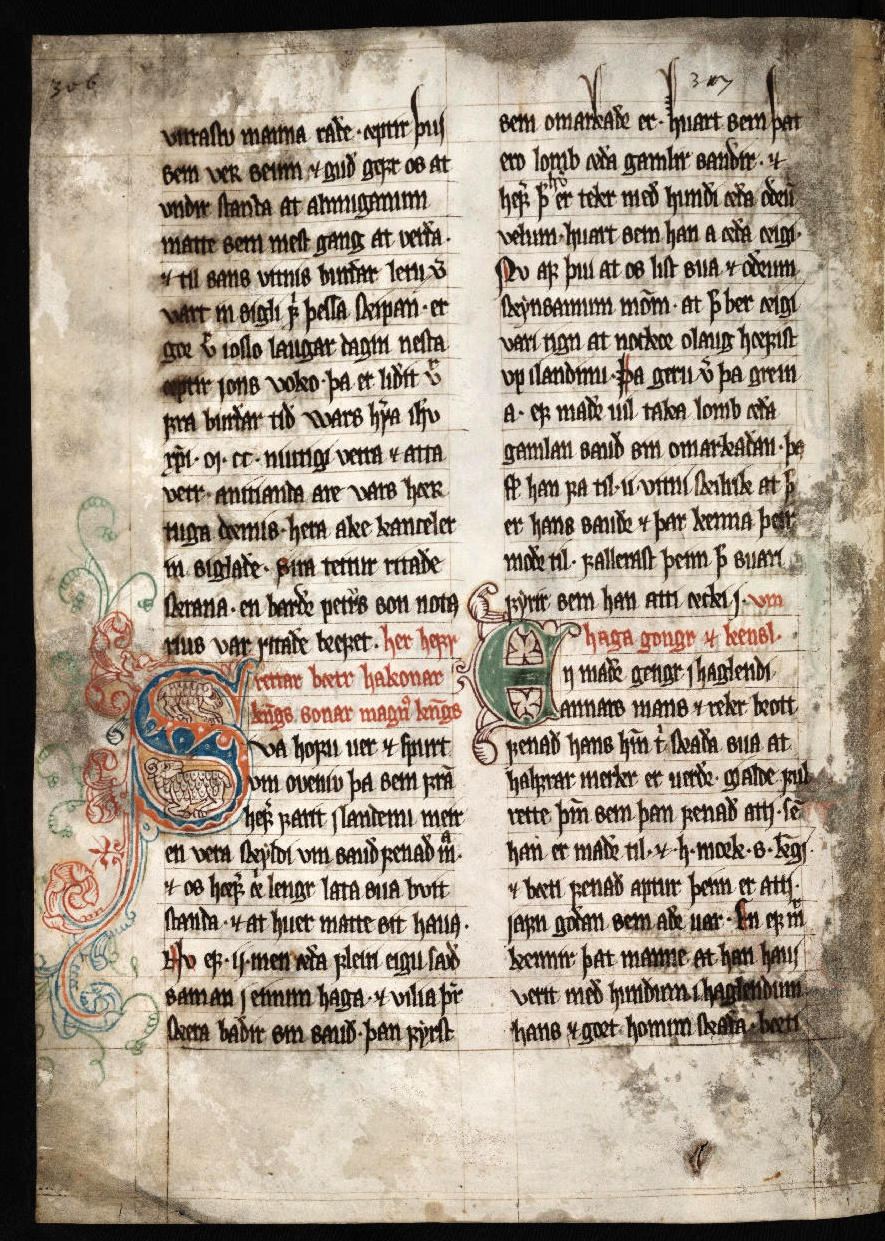
Schapenbrief
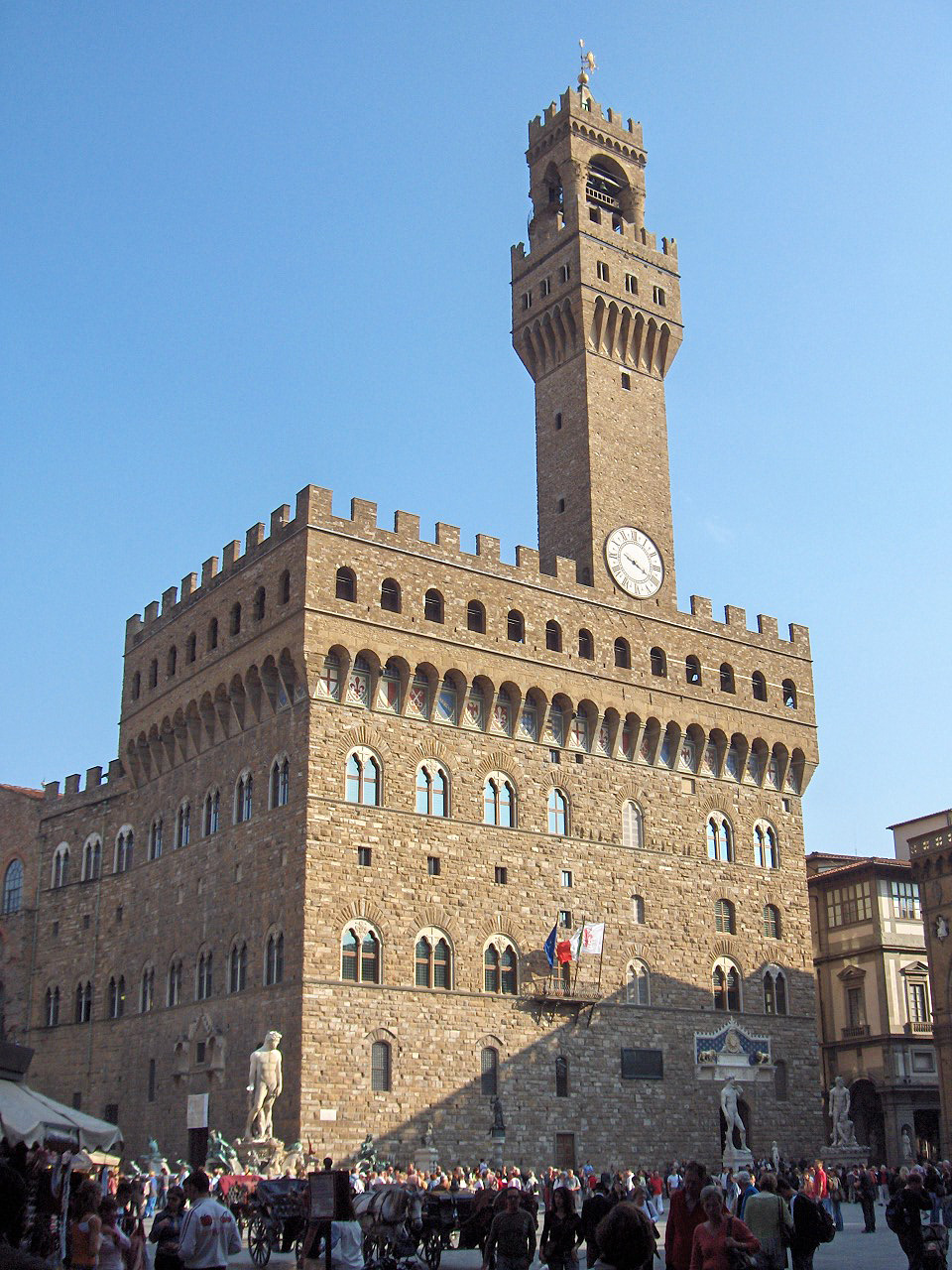
Palazzo Vecchio, Florence, bouw begonnen 1298
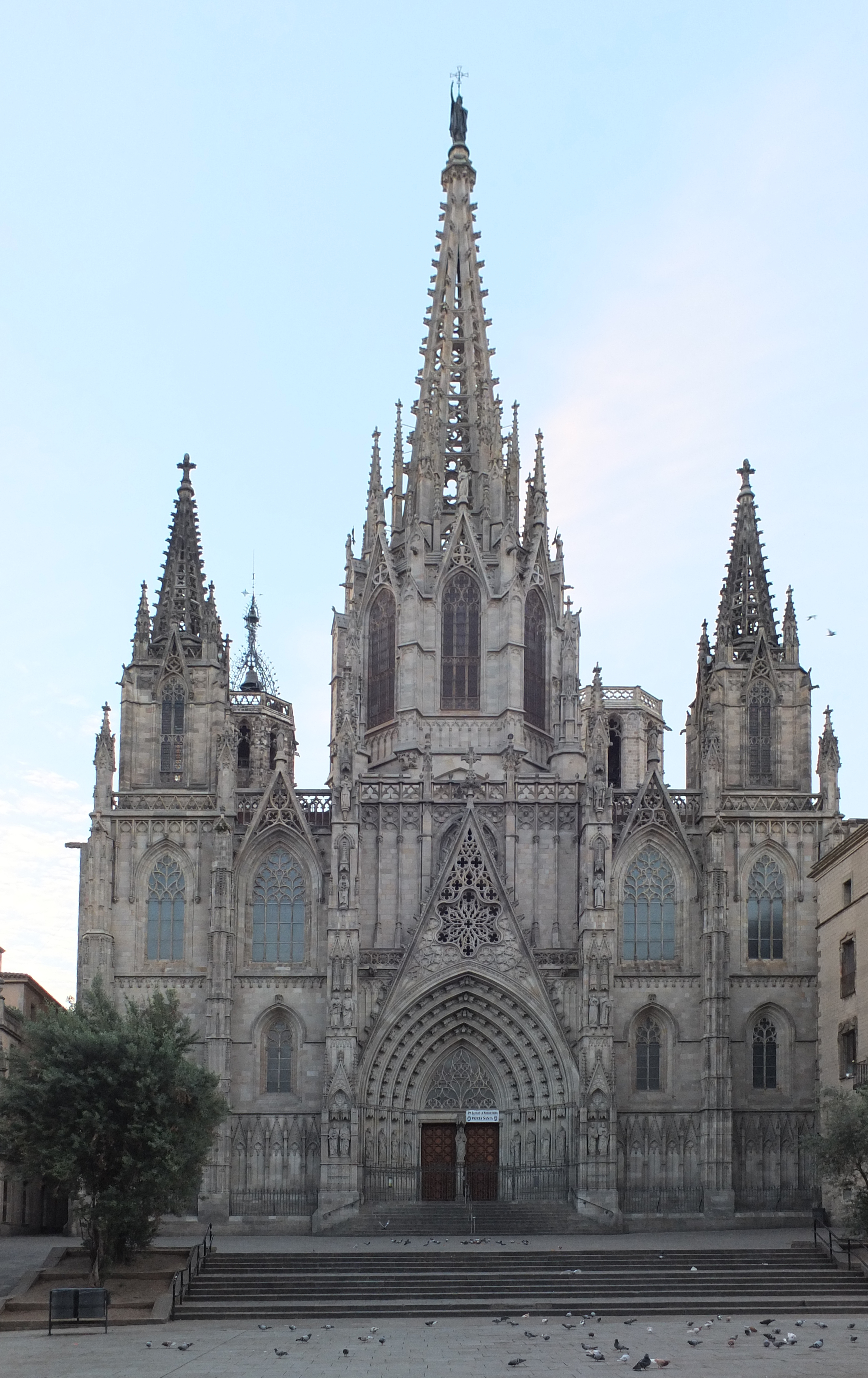
Kathedraal van Barcelona

## Geboren
- 12 december - Albrecht II, hertog van Oostenrijk, Stiermarken en Karinthië
- Karel van Calabrië, Napolitaans prins
- Robert d'Ufford, Engels edelman
- Jan van Steinau, Pools edelman (jaartal bij benadering)
- Willem van Brunswijk-Grubenhagen, Duits edelman (jaartal bij benadering)

## Overleden
- 25 maart - Siegfried I, vorst van Anhalt
- 4 mei - Frederik VI van Zollern, Duits edelman
- 11 juni - Helena van Silezië (~62), Hongaars-Pools edelvrouw
- 2 juli - Adolf van Nassau (~48), koning van Duitsland (1292-1298)
- 14 juli - Jacobus de Voragine (~69), Italiaans theoloog, aartsbisschop van Genua
- 23 juli - Thoros III (~27), koning van Armenië (1293-1295)
- 25 augustus - Albrecht II, hertog van Saksen
- Isabella van Luxemburg, echtgenote van Gwijde van Dampierre
- Otto V van Brandenburg, Duits edelman
- Ramkhamhaeng, koning van Sukhotai (1279-1298)
- Yang Hui (~60), Chinees wiskundige
- Hendrik II van Hachberg, Duits edelman (jaartal bij benadering)
- Johannes Balbus, Italiaans grammaticus (jaartal bij benadering)